# Emils
Emils war eine Hamburger Crossover-Band, die im Jahr 1985 gegründet wurde, sich 1998 auflöste, 2011 wieder zusammenfand und sich 2013 endgültig auflöste.

## Geschichte
Die Band wurde im März 1985 gegründet und bestand aus dem Sänger und Gitarristen Oliver Makris, dem Bassisten Sven Carstens, dem Schlagzeuger Carsten Zisowsky und dem Sänger Ille. Zwischen den Jahren 1981 und 1984 waren alle Mitglieder, bis auf Schlagzeuger Zisowsky, in anderen Bands aktiv. Ihren Namen bezog die Gruppe von der Band Slime, deren Name rückwärts gelesen Emils ergibt. Infolgedessen entwickelte die Band ihre ersten Lieder und hielt am 12. April 1986 ihren ersten Auftritt ab. Es schlossen sich weitere Auftritte an, zusammen mit Gruppen wie Napalm Death, Die Goldenen Zitronen und Razzia. Nachdem die Band im März 1987 ein erstes Demo veröffentlicht hatte, wurde das Label We Bite Records auf die Band aufmerksam und nahm diese unter Vertrag. Im Oktober wurde innerhalb von einer Woche das Debütalbum Fight Together For… im Hildesheimer Masterplan Studio unter der Leitung von Stefan Grujic  aufgenommen und abgemischt. Nach den Aufnahmen folgte eine vierwöchige Europatournee, u. a. spielte man zusammen mit Attitude Adjustment. Im Januar 1988 erschien das Album als LP und ein Jahr später als CD. Die CD-Version des Albums enthielt die Lieder Noiseless Scream und Legale Mörder als Bonus. Beide Lieder waren bereits 1988 auf dem Sampler Hamburg '88  von Bitzcore Records enthalten. Im Februar 1988 trat die Band zudem auf dem Thrash Against Apartheid Festival in der Zeche Bochum zusammen mit The Idiots, Darkness und Violent Force auf. Das Festival wurde  von The-Idiots-Sänger Sir Hannes Schmidt organisiert und war zugunsten der Opfer der südafrikanischen Apartheid-Regierung.
Im März 1989 begab sich die Band erneut in das Masterplan Studio, um das zweite Album Es geht uns gut aufzunehmen. Auf dem Album war zudem auch eine Coverversion des The-Buttocks-Liedes Nein Nein Nein enthalten, wofür eigentlich der Buttocks-Sänger Mike Stanger vorgesehen war. In der Juli-Ausgabe des Rock Hard war die Band auf der Flexidisc-Beilage mit dem Lied Such ihn zu hören. Zudem war die Band auch auf einer Flexidisc im Trust zu hören. Im Oktober 1989 ging die Band zusammen mit Gorilla Biscuits auf eine dreiwöchige Europatournee. Im September 1990 begab sich die Band wieder in das Masterplan Studio, um das Album Wer frisst wen? aufzunehmen. Im Oktober erschien zudem der Sampler Festival der Volxmusik, auf dem die Band mit dem Lied Kirche nein enthalten war. Zudem wurde ein Musikvideo zu diesem Lied erstellt, das in der Jugendsendung Ragazzi auf RTL zu sehen war. Gedreht wurde das Video in Köln. Zur Weihnachtszeit des Jahres 1990 verlangte We Bite Records von der Band, sich in Weihnachtskostümen ablichten zu lassen. Als sich die Gruppe jedoch weigerte, verschlechterte sich daraufhin das Verhältnis zwischen Label und Band.
Ab Mitte März 1991 ging die Band zusammen mit Suckspeed aus Hannover und Capitol Punishment aus Fresno auf Tour. Während der Tour wurde die Single Kein Blut für Öl aufgrund des damals aktuellen Zweiten Golfkriegs veröffentlicht.  In den ersten Tagen der Tour geriet Markis in der Hamburger Kneipe Lemitz in eine Schlägerei, in der er sich die Hand brach, wodurch die Tour kurzzeitig in Gefahr geriet. Da jedoch Live-Aufnahmen für die Live-Split-Veröffentlichung We Bite Live im Osnabrückerer Hyde Park und Videoaufnahmen in der Zeche Carl in Essen und in der Fabrik in Coesfeld geplant waren, beschloss Markis, die Tour nicht vorzeitig zu beenden und Lieder auszuwählen, die er trotz der gebrochenen Hand spielen konnte. Nach Beendigung der Tour musste er sich einer Operation unterziehen, da seine Hand einen Trümmerbruch erlitten hatte. Nach seiner Genesung begab sich die Band ins Studio, um Overdubs für We Bite Live für Markis' Gitarrenspiel anzufertigen, da We Bite Records mit den bisherigen Aufnahmen nicht zufrieden war, was vor allem auf Markis' Verletzung zurückzuführen war. Daraufhin wurde die Live-Split-Veröffentlichung, auf der auch Capitol Punishment und Suckspeed zu hören waren, veröffentlicht. Im Sommer spielte die Band zudem auf dem Viva! St. Pauli Benefiz Festival im Millerntor-Stadion. Nach Veröffentlichung von We Bite Live legte die Band eine Pause ein.
Anfang 1993 begann die Band mit dem Schreiben von neuen Liedern und begab sich im Juni in das Hamburger White Noise Studio mit dem Produzenten Joszi Sorokowski, mit dem sie bereits für Kein Blut für Öl zusammengearbeitet hatten, um zwölf neue Lieder aufzunehmen. Diese wurden als Album unter dem Namen Licht am Horizont veröffentlicht. Im Dezember begab sich die Band erneut ins Studio, um den Song The Other Newest One aufzunehmen, der auf dem Sampler Strange Notes! A Germs Cover Compilation von Bitzcore Records enthalten war. Für Anfang 1994 war eine Tour zusammen mit English Dogs geplant, die jedoch abgesagt werden musste, da Schlagzeuger Zisowsky nach zwei Konzerten einen Hörsturz erlitt. Im Oktober verließ er daraufhin die Band. 1994 wurde Deutscher W., der Sänger der Band OHL, als Gastsänger auf die Bühne eingeladen und man spielte zusammen alte Lieder.
Im Januar 1995 kam nach Zisowskys Ausscheiden der Slowake Norbert als neuer Schlagzeuger zur Band. Nach einigen Proben begab sich die Band ins Studio, um das Best-of-Album Der schwarze Fleck aufzunehmen, um den noch laufenden Vertrag bei We Bite Records über ein Album zu erfüllen. Der Titel und das Albumcover wurden durch den Roman Die Schatzinsel von Robert Louis Stevenson inspiriert. Das Cover wurde von Carsten Bols gestaltet. Nach Veröffentlichung trennte sich die Band von ihrem Label.
Im Dezember 1995 ging es zusammen mit Peter and the Test Tube Babies auf Tour. Im Frühjahr 1996 verließ Bassist Sven Carstens die Band. Als Ersatz kam Thomas, der Mitbewohner einer Freundin der Band, zur Besetzung. Er war vorher bereits bei Rostok Vampires tätig gewesen. Daraufhin begann die Band mit den Proben und schrieb zugleich an neuen Liedern. Im Juli 1997 wurde die CD-Version von Der schwarze Fleck mit Verspätung veröffentlicht, obwohl das Best-Of-Album eigentlich zum zehnjährigen Bestehen der Band erscheinen sollte. Ende August 1997 begab sich die Band ins Masterplan Studio, um das Album Partytime aufzunehmen. Das Album erschien im November 1997 bei Sven Carstens’ neu gegründeten Label Widerstand Produktionen. Im Dezember begab sich die Band mit Hass und Dritte Wahl auf Tour. Im Frühjahr 1998 folgten einige Konzerte. Zudem nahm die Band in ihrem Übungsraum sechs neue Lieder auf, die jedoch nie veröffentlicht wurden. Im Spätsommer 1998 gab Thomas seinen Ausstieg bekannt, woraufhin es zur Auflösung zur Band kam.
Im Jahr 2011 wurde Fight Together For… neu gemastert wiederveröffentlicht, wobei das Demo aus dem Jahr 1987 als Bonus enthalten war. Aufgrund der Wiederveröffentlichung fand die Band wieder zusammen und spielte wieder Konzerte. Die Band hielt bis Juni 2013 Konzerte ab, ehe man sich entschied sich wieder aufzulösen. Die Band war dabei in ihrer Gründungsbesetzung aktiv. 2016 spielte die Band wieder ausgewählte Konzerte, wie etwa am 8. Oktober in Bregenz, Österreich.

## Stil
Laut Bandbiografie wurde Schlagzeuger Zisowsky stark durch Künstler wie Keith Moon und Stefan Mahler beeinflusst. Die Band sei stark durch US-amerikanischen Punk beeinflusst worden. Die Texte waren durchgehend auf Deutsch gehalten. Auf dem zweiten Album Es geht uns gut wollte sich die Gruppe metallischer geben als auf dem Vorgänger. Sie behandelte dabei Themen wie die gesellschaftliche Sinnlosigkeit unter der Regierung Helmut Kohls, Gentechnik, persönliche Themen und die Kritik an der eigenen Szene. Auf Wer frisst wen? behandelte die Band Themen wie persönliche Inkonsequenz, Fast Food von McDonald’s, Bedenken einer Generation an der Wiedervereinigung, Geld, Vergewaltigung, Krieg und Frieden, Freund oder Feind. Ein Lied, in dem sie sich mit Rassismus und der Vergangenheitsbewältigung des deutschen Volkes auseinandersetzt, wird zudem in Türkisch gesungen. Die Single Kein Blut für Öl behandelte den damals aktuellen Zweiten Golfkrieg unter der Leitung von George H. W. Bush. Auf der B-Seite befand sich Deutsch & gut von Wer frisst wen? welches sich kritisch mit der Wiedervereinigung Deutschlands befasste und an einer Stelle die Ansprache Helmut Kohls zur Vereinigung enthielt. Auf  Licht am Horizont geht es z. B. in dem Lied ’93 darum, wie populär das Anzünden ausländischer Menschen und ihrer Häuser zu dieser Zeit in Deutschland gewesen sei, als das Volk auf die Straße ging und Jagd auf Ausländer machte. Lieder wie Hype behandelten hingegen den Ausverkauf der ehemals antikommerziellen Punk-Szene, während Monopoly das Geld und Geldfluss, Globalisierung und ihre Auswirkungen thematisierte. Die Band versuchte auf dem Album neben Punk- und Hardcore- auch Metal- und Rock-Einflüsse einzubringen. Partytime fiel dagegen wieder Punk-lastiger aus; es war erneut ein Lied auf Türkisch enthalten, welches den Umgang der türkischen Gesellschaft mit ihrem teilweise totalitären System, das kritische und andersdenkende Menschen auf offener Straße tötet, einsperrt oder verschwinden lässt, thematisierte. Andere Themen des Albums sind politische Korrektheit, Polizeigewalt, der Sinn des Lebens und Liebe.
Laut Götz Kühnemund vom Metal Hammer spielte die Band auf Fight Together For… Hardcore Punk mit starken Metal-Einflüssen, sodass es vor allem für Crossover-Fans geeignet sei. Die Musik sei mit der von The Idiots vergleichbar. Die Texte seien, bis auf ein Lied, alle auf Deutsch. Dirk Zumpe vom Metal Hammer fand, dass sich die Band auf Wer frisst wen? zu moralisch gebe, wobei Themen wie Fast Food, Voyeurismus, Heroinabhängigkeit, Deutschtum, türkische Minderheiten und Krieg und Frieden behandelt werden würden. Auf Licht am Horizont spielte die Band laut Andrea Nieradzik vom Metal Hammer Deutschpunk mit aggressiven Texten, wobei die Band melodischer geworden sei, was man am stärksten am Gesang merke. Sabine Weisser vom Metal Hammer fand, dass die Musik auf Partytime sehr aggressiv und provokativ sei und dabei Themen wie Ausländerfeindlichkeit, Aufstände gegen die Polizei und die allgemeine Tatenlosigkeit der Bevölkerung behandle.
Abel Gebhardt vom Ox-Fanzine zählte die Band zu den Vorreitern der Metal-Punk- oder Metalcore-Künstler.

## Diskografie
- 1987: Demo '87 (Demo, Eigenveröffentlichung)
- 1988: Fight Together For… (Album, We Bite Records)
- 1989: Es geht uns gut (Album, We Bite Records)
- 1990: Wer frisst wen? (Album, We Bite Records)
- 1991: Kein Blut für Öl (Single, We Bite Records)
- 1991: We Bite Live (Split mit Suckspeed und Capitol Punishment, We Bite Records)
- 1993: Licht am Horizont (Album, We Bite Records)
- 1995: Der schwarze Fleck (Kompilation, We Bite Records)
- 1997: Partytime (Album, Widerstand Produktionen)
- 1998: E (Demo, Eigenveröffentlichung)